# Nogometni Klub Ankaran Hrvatini
Il Nogometni Klub Ankaran Hrvatini, abbreviata normalmente in NK Ankaran, è una società calcistica con sede a Capodistria in Slovenia.
Fondato nel 1966, il milita nella Druga slovenska nogometna liga

## Storia
L’Ankaran Hrvatini è stata fondata il 18 ottobre 1966 nella piccola città di mare di Ancarano, non lontano da Capodistria e dal confine italiano. Fino al 2016, il club ha ospitato le partite casalinghe nello stadio KKR Katrina ad Ancarano e, a causa delle necessità di uno stadio più grande, si è trasferito poi allo Stadio Bonifika a Capodistria. Nella prima partecipazione al massimo campionato sloveno, invece, le partite si sono giocate al centro sportivo "Dravograd".
Fino al 2013, l’Ankaran ha giocato nei campionati sloveni minori, poi è stato promosso nella seconda lega slovena, dove è rimasto per 4 stagioni, e con buone prestazioni è stato promosso nella Prva slovenska nogometna liga per la stagione 2017-2018. Tuttavia, la sua prima apparizione nel massimo campionato viene conclusa con l’ultimo posto in classifica con soli 26 punti conquistati, frutto di 20 sconfitte, 11 pareggi e soltanto 5 vittorie in 36 partite.

## Organico

### Rosa 2017-2018
| N. |                                 | Ruolo | Calciatore               |
| -- | ------------------------------- | ----- | ------------------------ |
| 1  | Australia (bandiera)            | P     | Mark Anthony Ayman Aouad |
| 3  | Francia (bandiera)              | C     | Raoul Junior Delgado     |
| 6  | Slovenia (bandiera)             | C     | Emir Burkić              |
| 8  | Bosnia ed Erzegovina (bandiera) | C     | Ćazim Suljić             |
| 9  | Croazia (bandiera)              | A     | Vedran Gerć              |
| 10 | Venezuela (bandiera)            | C     | Aristóteles Romero       |
| 12 | Slovenia (bandiera)             | P     | Jernej Blaznik           |
| 13 | Slovenia (bandiera)             | D     | Jan Pahor                |
| 14 | Slovenia (bandiera)             | D     | Luka Badžim              |
| 17 | Slovenia (bandiera)             | D     | Patrik Matošević         |
| 19 | Slovenia (bandiera)             | A     | Matic Furjan             |
| 20 | Slovenia (bandiera)             | A     | Rene Šolaja              |
| 21 | Nigeria (bandiera)              | C     | Chinwendu Johan Nkama    |
| 22 | Slovenia (bandiera)             | D     | Erik Gliha               |

| N. |                           | Ruolo | Calciatore            |
| -- | ------------------------- | ----- | --------------------- |
| 23 | Slovenia (bandiera)       | D     | Žan Humar             |
| 24 | Slovenia (bandiera)       | C     | Matej Zemljak         |
| 26 | Italia (bandiera)         | C     | Christian Alessandria |
| 27 | Slovenia (bandiera)       | C     | Tim Vodeb             |
| 29 | Brasile (bandiera)        | A     | Felipe Santos         |
| 31 | Montenegro (bandiera)     | C     | Ramazan Bišević       |
| 32 | Slovenia (bandiera)       | P     | Primoz Buzan          |
| 40 | Croazia (bandiera)        | D     | Matija Soldo          |
| 41 | Costa d'Avorio (bandiera) | C     | Bradley Meledje       |
| 63 | Slovenia (bandiera)       | C     | Stefan Smiljanić      |
| 72 | Slovenia (bandiera)       | D     | Timotej Mate          |
| 77 | Slovenia (bandiera)       | A     | Patrik Bordon         |
| 82 | Slovenia (bandiera)       | P     | Matej Paal            |
| 86 | Cina (bandiera)           | D     | Xuelei Ding           |

### Rosa 2013-2014
| N. |                     | Ruolo | Calciatore       |
| -- | ------------------- | ----- | ---------------- |
| 1  | Slovenia (bandiera) | P     | Matej Paal       |
| 4  | Slovenia (bandiera) | D     | Simon Klun       |
| 5  | Slovenia (bandiera) | D     | Dražen Vidaković |
| 7  | Slovenia (bandiera) | C     | Dean Kolarič     |
| 8  | Slovenia (bandiera) | D     | Matic Hojnik     |
| 9  | Slovenia (bandiera) | D     | Tim Vodeb        |
| 12 | Slovenia (bandiera) | C     | Mark Božič       |
| 13 | Slovenia (bandiera) | D     | Jan Pahor        |
| 18 | Slovenia (bandiera) | C     | Saša Šestić      |
| 20 | Slovenia (bandiera) | D     | Marko Grižonič   |
| 21 | Slovenia (bandiera) | D     | Bernard Čosić    |
| 24 | Slovenia (bandiera) | A     | Matej Zemljak    |
| 26 | Gambia (bandiera)   | D     | Ousman Koli      |
| 27 | Slovenia (bandiera) | C     | Emir Burkić      |

| N. |                     | Ruolo | Calciatore            |
| -- | ------------------- | ----- | --------------------- |
| 28 | Slovenia (bandiera) | C     | Tadej Mihalič         |
| 30 | Slovenia (bandiera) | D     | Erwin Palamar         |
| 32 | Slovenia (bandiera) | P     | Alen Koprivec         |
| 33 | Slovenia (bandiera) | A     | Milojica Stojadinović |
| –  | Slovenia (bandiera) | P     | Jernej Blaznik        |
| –  | Slovenia (bandiera) | C     | Filip Gomboc          |
| –  | Slovenia (bandiera) | C     | Aleksander Ilič       |
| –  | Slovenia (bandiera) | A     | Roy Rudonja           |
| –  | Slovenia (bandiera) | C     | Ivo Stipaničev        |
| –  | Slovenia (bandiera) | C     | Elvis Šahinović       |
| –  | Slovenia (bandiera) | A     | Mateja Valenčič       |
| –  | Italia (bandiera)   | C     | Gianluca Vommaro      |
| –  | Slovenia (bandiera) | A     | Marko Vukelič         |
| –  | Slovenia (bandiera) | C     | Admir Kršić           |

## Stadio
Il club gioca le gare casalinghe allo stadio "Dravograd", che ha una capacità di 2.118 posti a sedere.

## Palmarès
- Druga slovenska nogometna liga: 3

2016-2017
- Druga slovenska nogometna liga: 7

2015-2016
- Druga slovenska nogometna liga: 4

2014-2015
- Druga slovenska nogometna liga: 7

2013-2014
- Tretja slovenska nogometna liga: 1

2012-2013
- 4.SNL: 1

2008-2009